# Musée de sismologie et de magnétisme terrestre
 (février 2013).
Si vous disposez d'ouvrages ou d'articles de référence ou si vous connaissez des sites web de qualité traitant du thème abordé ici, merci de compléter l'article en donnant les références utiles à sa vérifiabilité et en les liant à la section « Notes et références ».
Le Musée de sismologie et de magnétisme terrestre est un musée de Strasbourg, situé au sein du campus historique en face du jardin botanique de l'université de Strasbourg. Il dépend de l'École et observatoire des sciences de la Terre (EOST) qui est une composante de l'université de Strasbourg.
Le musée présente une collection importante d'instruments de mesure en sismologie et d'enregistrement du champ magnétique terrestre ainsi que leur évolution au fil des années. Ils sont exposés dans l'ancienne station sismologique de Strasbourg.

## Histoire[1]

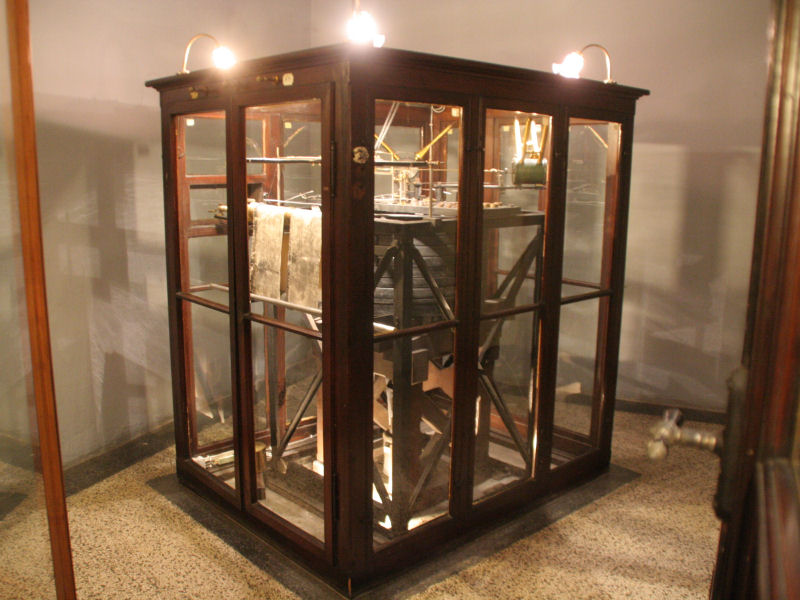
le Wiechert (horizontal) fabriqué en 1904 à Göttingen (Allemagne) qui a fonctionné à Strasbourg de 1904 à 1968.

Le premier séisme lointain (Asie) est enregistré à Strasbourg le 19 décembre 1892 dans les caves de l'observatoire astronomique. La station sismologique de Strasbourg est inaugurée le 1er juillet 1900 dans les jardins de l'Université et marque le début de la sismologie strasbourgeoise. 
Avec l'urbanisme croissant autour de la station, les interférences d'enregistrements deviennent trop importantes : les instruments sont installés à l’extérieur de la ville.
Le musée voit le jour en 1992 lorsque, pour fêter les 100 ans d'enregistrements de séismes à Strasbourg, les anciens instruments de la station sismologique sont rénovés et installés dans l'ancienne station. Ils sont alors destinés à un public averti et présente 14 instruments datant des débuts de la Sismologie.
Une collection d'instruments destinés à enregistrer le Champ magnétique terrestre y sont exposés : ils ont fonctionné jusque dans les années 80 dans les bases scientifiques des Terres Australes et Antarctiques Françaises.
C'est en 1996 que le musée est ouvert à un public plus large. Il accueille environ 6 000 personnes par an (dont beaucoup de groupes scolaires) et permet de présenter l'histoire de la sismologie à Strasbourg, l'exploration polaire et ses défis scientifiques.

## Accès
Le musée est situé au cœur des jardins de l'université, situés à l'arrière du Palais universitaire. Il est desservi par les lignes C et E de la CTS à l'arrêt Université. On y accède ensuite par le passage piéton reliant la rue de l'université et la rue Goethe.
Le musée est actuellement ouvert au public le mercredi, et sur rendez vous pour les groupes.